# Methylcyclopentan
Methylcyclopentan ist eine der Stoffgruppe der Cycloalkane angehörige farblose Flüssigkeit mit aromatischem Geruch. Methylcyclopentan kommt im Erdöl vor.

## Eigenschaften
Methylcyclopentan ist eine leicht flüchtige leichtentzündliche farblose Flüssigkeit mit mildem, aromatischen Geruch. Sie hat einen Schmelzpunkt von −142 °C und siedet bei 72 °C. In Wasser ist Methycyclopentan unlöslich, ist jedoch mit Aceton, Ethanol, Diethylether und Benzol mischbar. Der Dampfdruck beträgt bei 20 °C 147 hPa. Die Dichte beträgt bei 20 °C 0,74 g·ml−1. Der Flammpunkt liegt bei −17 °C, die Zündtemperatur bei 315 °C. Die Motoroktanzahl des Methycyclopentans ist 99, die Research-Oktanzahl 107.

## Verwendung
Methylcyclopentan wird als Lösemittel und in organischen Synthesen verwendet.

## Sicherheitshinweise
Methylcyclopentan ist schwach wassergefährdend (WGK 1). In dampf- oder gasförmigem Zustand ist Methylcyclopentan mit Luft explosionsfähig (Flammpunkt −17 °C, Zündtemperatur 315 °C). Methylcyclopentan ist leicht entzündlich und gesundheitsschädlich. Beim Verschlucken können Lungenschäden verursacht werden.
In hohen Dampfkonzentrationen wirkt Methylcyclopentan narkotisch.